# Oenanthe moesta
Oenanthe moesta là một loài chim trong họ Muscicapidae.